# Oinassaari (ö i Mellersta Finland, Jämsä, lat 61,56, long 25,17)
Oinassaari är en ö i Finland. Den ligger i sjön Alainen-Karkjärvi och i kommunen Kuhmois i landskapet Mellersta Finland, i den södra delen av landet, 160 km norr om huvudstaden Helsingfors. Öns area är 0,2 hektar och dess största längd är 60 meter i sydväst-nordöstlig riktning.